# Мексиканська комуністична партія
Мексика́нська комуністи́чна па́ртія (МКП; ісп. Partido Comunista Mexicano) — мексиканська ліва політична партія, створена під впливом Жовтневої революції в Російській імперії 24 листопада 1919 року, коли більшість делегатів з'їзду Мексиканської соціалістичної партії ухвалили рішення приєднатися до Комуністичного інтернаціоналу та перейменувати партію.
Партія будувалася за принципом демократичного централізму. Вищим органом партії був з'їзд, між з'їздами роботою керував Центральний комітет (ЦК), який обирав Виконавчий комітет ЦК і Секретаріат ЦК.
Друкованими органи партії були журнал «Опосісьон» (ісп. «Oposición»), що виходив два рази на місяць, газета «Вос де Мехіко» (ісп. «La Voz de México»), суспільно-політичний і теоретичний журнал «Нуева епока» (ісп. «Nueva Epoca»), теоретичний журнал «Сосіалісмо» (ісп. Socialismo).

## Історія
За ініціативою партії 1921 року створено Загальну конфедерацію трудящих, 1924 року — Антиімперіалістичну лігу Америки, 1926 року — Національну селянську лігу. В 1929 році під керівництвом комуністів засновано Єдину профспілкову конфедерацію Мексики (КСУМ). Того ж року МКП, КСУМ, Національна селянська ліга та деякі інші організації утворили Робітничо-селянський блок. За період з 1927 по 1929 рік чисельність партії зросла з 600 до 2500 осіб. У червні 1929 року партія була заборонена, а її друкований орган, газета «El Machete», закритий. До 1936 року діяла підпільно.
Після легалізації була організатором низки значних виступів трудящих, які змусили уряд здійснити кілька прогресивних реформ. У середині 1940-х років керівництво партії підпало під вплив ідей американського ревізіоніста Ерла Браудера, що призвело до внутрішньопартійної фракційної боротьби (єдність відновлена у 1960 році на 13-му з'їзді партії). З початку 1960-х років діяла в напівлегальних умовах; у 1978 році добилася офіційного визнання (на той час її чисельність становила понад 100 тисяч осіб).
Делегації МКП брали участь у роботі міжнародних Нарад комуністичних і робітничих партій у 1957, 1960, 1969 роках у Москві. МКП схвалила документи, ухвалені цими нарадами.
7-й пленум партії, який відбувся у серпні 1981 року, постановив провести переговори між керівництвом МКП, Мексиканської партії трудящих, Революційно-соціалістичної партії, Руху соціалістичної єдності та дії і Партії мексиканського народу з метою їх об'єднання в єдину партію (рішення про об'єднання ухвалили на 20-му з'їзді партії).
У 1987 році партія об'єдналася з Мексиканською партією трудящих у Мексиканську соціалістичну партію, а потім більшість мексиканських комуністів брали участь у президентській кампанії Куаутемока Карденаса в 1988 році та у створенні Партії демократичної революції в 1989 році. Незгодні з цими рішеннями заснували Партію комуністів Мексики (нині Комуністична партія Мексики) на марксистсько-ленінських позиціях.

## З'їзди
Усі з'їзди відбулися в Мехіко:
- 1-й з'їзд — грудень 1921 року;
- 2-й з'їзд — 1923 рік;
- 3-й з'їзд — 7—12 квітня 1925 року;
- 4-й з'їзд — 17—21 травня 1926 року;
- 5-й з'їзд — 1927 рік;
- 6-й з'їзд — 21—28 січня 1937 року;
- 7-й з'їзд — січень—лютий 1939 року;
- Надзвичайний з'їзд — 19—24 березня 1940 року;
- 8-й з'їзд — травень 1941 року;
- 9-й з'їзд — березень 1944 року;
- 10-й з'їзд — 24 листопада — 1 грудня 1947 року;
- 11-й з'їзд — 20—25 листопада 1950 року;
- 12-й з'їзд — листопад 1954 року;
- 13-й з'їзд — 27—31 травня 1960 року (відновив єдність партії, почав розробку її нової політичної лінії);
- 14-й з'їзд — 19—23 грудня 1963 року (прийняв програму і статут МКП);
- 15-й з'їзд — 18—22 червня 1967 року;
- 16-й з'їзд — жовтень—листопад 1973 року (прийняв нову програму, що визначила майбутню революцію як демократичну і соціалістичну, та статут);
- 17-й з'їзд — 9—14 грудня 1975 року (виробив, у зв'язку майбутніми президентськими і парламентськими виборами 1976 року, нову тактичну лінію: взяти участь у виборах і висунути свого кандидата на пост президента);
- 18-й з'їзд — 23—28 травня 1977 року (відзначив необхідність створення широкого фронту прогресивних сил у боротьбі за демократичні перетворення в країні);
- 19-й з'їзд — 9—15 березня 1981 року;
- 20-й з'їзд — 15—18 жовтня 1981 року (ухвалив рішення про об'єднання з іншими лівими партіями та організаціями з метою створення масової партії мексиканських трудящих).

## Члени
Членами партії були такі знамениті діячі культури, як Дієго Рівера, Фріда Кало, Хосе Давид Альфаро Сікейрос, а у створенні взяв участь Манабендранатх Рой.

### Генеральні секретарі
- 1919—1921 — Хосе Аллен;
- 1921—1924 — колективне керівництво (Хосе Аллен, Хосе Валадес, Мануель Діас Рамірес);
- 1924—1929 — Рафаель Каррільо Аспейтія;
- 1929—1940 — Ернан Лаборде;
- 1940—1959 — Діонісіо Енсіна;
- 1959—1963 — колективне керівництво;
- 1963—1981 — Арнольдо Мартінес Вердуго.